# Glochidion orohenense
Glochidion orohenense är en emblikaväxtart som beskrevs av John William Moore. Glochidion orohenense ingår i släktet Glochidion och familjen emblikaväxter. Inga underarter finns listade i Catalogue of Life.